# Dölchengraben
Der Dölchengraben, auch Dölche genannt, ist ein weniger als drei Kilometer langer Bach auf dem Gemeindegebiet von Haßmersheim im Neckar-Odenwald-Kreis in Baden-Württemberg, der nach meist östlichem Lauf beim Dorf Haßmersheim zuletzt südwärts und von links in den Neckar mündet.

## Geographie

### Verlauf
Der Dölchengraben entsteht etwa zwei Kilometer westlich der Ortsmitte von Haßmersheim an einer Baumgruppe in der Flur zwischen den Gewannen Gießübel im Westen und Röhricht im Osten auf etwa 165 m ü. NHN. Durch die Wiese im Röhricht wendet er sich schnell auf dann lange östlichen Lauf entlang von Feldwegen. Kurz vor den Schrebergärten am Westrand von Haßmersheim fließt ihm von links und Westnordwesten der Baierfeldgraben zu, ein etwa ebenso langer Flurbach, der weniger als einen halben Kilometer nördlich des Dölchengrabens wenig höher entspringt.
Die vereinte Dölche durchquert das Gelände, geht in eine Rechtskurve, fließt in dieser, von der Dölchenstraße begleitet, am Friedhof vorbei und anschließend entlang der Schulstraße durch bebautes Gebiet und abschnittsweise verdolt nach Süden. Bevor sie wenig westlich des Sportplatzes ungefähr bei Flusskilometer 90 auf 138,6 m ü. NHN von links in den Neckar mündet, läuft sie noch an der Schule und einem Spielplatz vorbei.

### Einzugsgebiet
Die Dölche entwässert eine Fläche von 3,6 km². Das Einzugsgebiet gehört, naturräumlich gesehen, überwiegend zum Unterraum Neckarelzer Tal des Baulandes, in dem auch die beiden Gewässer laufen; nur die Kammhöhen im Westen gehören zum Unterraum Neckarbischofsheimer Höhen des Kraichgaus. Dort liegt auf dem Gipfel des Reichertsbergs (294,6 m ü. NHN) auch der höchste Punkt im Einzugsgebiet. Jenseits grenzt das Einzugsgebiet des Erlenbachs an, der im abwärtigen Ortsteil Hochhausen in den Neckar mündet. Von Nordost bis Südost ist die Wasserscheide wenig ausgeprägt und verläuft unmittelbar gegen den Neckar selbst oder unbedeutende Zuflüsse von diesem. Im Süden verläuft die Scheide vor der ebenfalls zu diesem laufenden Hohbergklinge. Auf einem ganz kurzen Stück im Südwesten grenzt auch Einzugsgebiet des Mühlbachs an.
Gut die Hälfte des Einzugsgebietes steht unterm Pflug, überwiegend die lössbedeckten Tieflandflächen in der Flur westlich von Haßmersheim, gut ein Viertel sind Waldgebiete vor allem an den Berganstiegen in West und Süd, vom Rest ist je rund die Hälfte Grünland bzw. Siedlungsfläche von Haßmersheim.

### Zuflüsse
- Baierfeldgraben, von links und Westnordwesten auf 151,6 m ü. NHN[LUBW 4] kurz vor den Schrebergärten am Westrand von Haßmersheim, 1,3 km[LUBW 2] und ca. 0,9 km².[LUBW 5] Entsteht auf etwa 1706 m ü. NHN im Gewann Schelmenbaum etwa 0,4 km nördlich der Quelle des Dölchengrabens, der bis zum Zusammenfluss etwa ebenso lang ist, aber mehr zum Einzugsgebiet zuträgt.

## Geologie
Die Verläufe von Dölchengraben und Baierfeldgraben liegen in der im Quartär ebgelagerten Lösssedimentschicht, die die Talweitung des Neckars in Haßmersheim und westlich davon bedeckt. Westlich und südlich am Rande der Bucht steht im Anstieg zum Reichertsberg im Westen und zum Garnberg im Süden – dieser erreicht ähnliche Höhe, sein Kamm liegt jedoch schon außerhalb des Einzugsgebietes – Oberer Muschelkalk an, der dort im Haßmersheimer Steinbruch abgebaut wird. Den Reichertsberg deckt eine Kappe aus Unterkeuper, der auch an der südlichen Grenze in Inseln gegen den Garnberg zu auftritt, teilweise überlagert mit wiederum Lösssediment.

## Schutzgebiete und Biotope
Abzüglich der Haßmersheimer Siedlungsfläche und des Steinbruchgeländes gehört das Einzugsgebiet zum Landschaftsschutzgebiet Neckartal III. Unterhalb der Quelle gibt es eine Röhrichtzone. Die tiefere Hälfte des Einzugsgebietes einschließlich aller Läufe gehört zu einem Wasserschutzgebiet im Einzugsbereich des Tiefbrunnens Haßmersheim.

### LUBW
Amtliche Online-Gewässerkarte mit passendem Ausschnitt und den hier benutzten Layern: Lauf und Einzugsgebiet des Dölchengrabens

Allgemeiner Einstieg ohne Voreinstellungen und Layer: Daten- und Kartendienst der Landesanstalt für Umwelt Baden-Württemberg (LUBW) (Hinweise)
1. ↑  
Höhe nach dem Höhenlinienbild auf dem Hintergrundlayer Topographische Karte.
2. 1 2  
Länge nach dem Layer Gewässernetz (AWGN).
3. ↑  Einzugsgebiet nach dem Layer Basiseinzugsgebiet (AWGN).
4. 1 2  
Höhe nach grauer Beschriftung auf dem Hintergrundlayer Topographische Karte.
5. ↑  Einzugsgebiet abgemessen auf dem Hintergrundlayer Topographische Karte.
6. ↑  Schutzgebiete nach den einschlägigen Layern, Natur teilweise nach dem Layer Biotop.

### Andere Belege
1. ↑  Stauziel des Neckats oberhalb der Schleuse Neckarzimmern.
2. ↑  Josef Schmithüsen: Geographische Landesaufnahme: Die naturräumlichen Einheiten auf Blatt 161 Karlsruhe. Bundesanstalt für Landeskunde, Bad Godesberg 1952. → Online-Karte (PDF; 5,1 MB)
3. ↑  Geologie nach den Layern zu Geologische Karte 1:50.000 auf: Mapserver des Landesamtes für Geologie, Rohstoffe und Bergbau (LGRB) (Hinweise)